# 28e congresdistrict van Californië

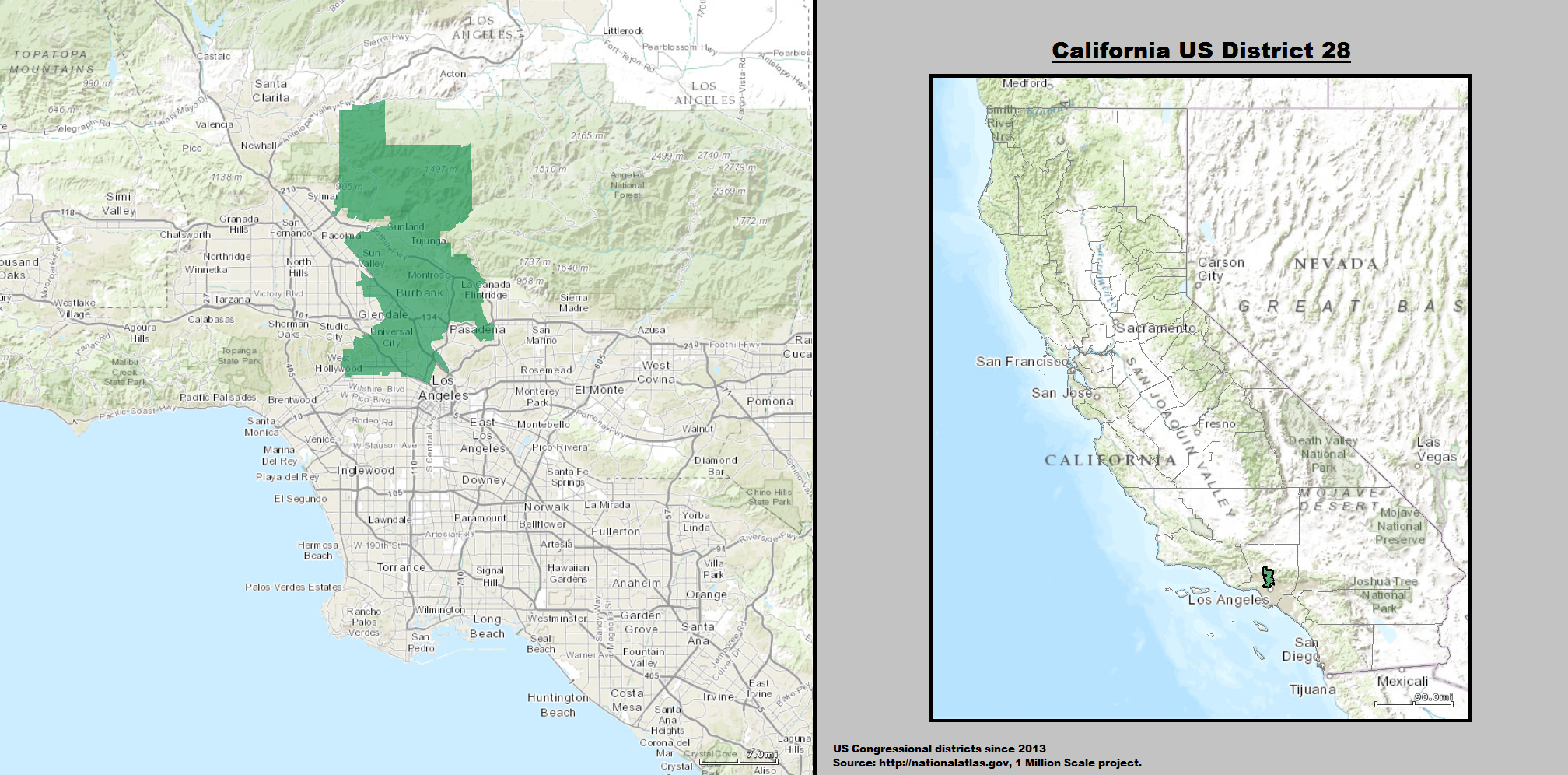
De locatie van het district in de staat Californië.

Het 28e congresdistrict van Californië is een kiesdistrict voor het Amerikaanse Huis van Afgevaardigden. Het district bevat een aantal noordelijke delen van de stad Los Angeles. Sinds 3 januari 2013 is Democraat Adam Schiff de afgevaardigde voor het district.

## Presidentsverkiezingen
| Jaar | Resultaten                             | Winnende partij | Winnende partij      |
| ---- | -------------------------------------- | --------------- | -------------------- |
| 2000 | George W. Bush 47% - 49% Al Gore       |                 | Democratische Partij |
| 2004 | George W. Bush 28% - 71% John Kerry    |                 | Democratische Partij |
| 2008 | John McCain 25% - 76% Barack Obama     |                 | Democratische Partij |
| 2012 | Barack Obama 70% - 27% Mitt Romney     |                 | Democratische Partij |
| 2016 | Hillary Clinton 72% - 22% Donald Trump |                 | Democratische Partij |